# 가을 여행
가을 여행은 1992년 공개된 대한민국의 영화이다.

## 줄거리
스승의 마지막 비밀을 간직한 천호(이경영), 아버지를 악당들에게 잃은 소연(이미연), 7년전 잃어버린 동생을 찾는 국영(최학락), 집과 학원의 무관심으로 가출한 채영(강문희), 입대전 20살의 마지막 꿈을 태우는 종수(김민종), 이들은 서로 다른 목적으로 여행을 시작한다. 컴퓨터 디스켓에 담겨 있는 비밀을 캐내려고 찰거머리처럼 뒤쫓는 악당을 피해야하는 상황에서도 국영의 동생을 찾아주려 애쓰는 이들은 가는 곳 마다 악당과 부딪힌다.또 하나의 말썽은 고집스런 소연이다. 조금만 틈이 있어도 악당들은 그녀를 인질로 잡고,그로 인해 다른 일행도 위험한 고비를 몇 번이나 넘긴다. 그러나 기발한 아이디어로 악당들을 물리치고 디스켜의 비밀을 풀어낸 이들은 어느새 서로를 사랑하고 있음을 깨닫는다.

## 배역
- 이미연 : 소연 역
- 이경영 : 천호 역
- 김민종 : 종수 역
- 강문희 : 채영 역
- 최학락 : 국영 역
- 김사웅 : 컴퓨터 전문가 역